# Feliks Szczęsny Kwarta

Herb M. St. Warszawa autorstwa Feliksa Sz. Kwarty (1938)

Feliks Szczęsny Kwarta (ur. 25 maja 1894, zm. 29 września 1980 w Londynie) – polski malarz, żołnierz.

## Życiorys
Studiował na Akademii Sztuk Pięknych w Krakowie; był członkiem Związku Strzeleckiego. Wstąpił do oddziałów strzeleckich 6 sierpnia 1914, został (jako starszy sierżant) wcielony do 6 kompanii II baonu 5 pułku piechoty I Brygady Legionów. W 1915 powrócił na rok na studia, przerwane na krótko w 1916; powrócił wówczas w szeregi Legionów, ale ze względu na stan zdrowia został przeniesiony do rezerwy. Ukończył studia i skupił się na pracy artystycznej. W latach 1930–1931 stworzył serię litografii przedstawiających zamki i budowle historyczne, tworzących Tekę graficzną Zagłębia Dąbrowskiego; została opublikowana w 1931 nakładem Towarzystwa Naukowego Zagłębia Dąbrowskiego w Sosnowcu.
W 1933 przeprowadził się do Warszawy. Pełnił od 1937 funkcję wiceprzewodniczącego Oddziału Warszawskiego Związku Polskich Artystów Plastyków. W 1938 zaprojektował Herb Warszawy. Herb ten był obowiązujący od 31 stycznia 1938 do roku w 1967, kiedy został zmieniony; decyzję o jego przywróceniu podjęto 15 sierpnia 1990.
We wrześniu 1939 Feliks Kwarta brał udział w obronie Warszawy, a po jej upadku przeszedł do konspiracji; był żołnierzem Armii Krajowej. Podczas powstania warszawskiego pełnił funkcję oficera do zleceń i używał pseudonimu Felek. Po upadku powstania został jeńcem wojennym – razem z innymi powstańcami został przetransportowany do obozu Bergen-Belsen. Po wyzwoleniu obozu przedostał się do Wielkiej Brytanii. Tam zamieszkał i tworzył portrety. Zmarł w Londynie, ale – zgodnie z jego wolą – jego prochy spoczęły na cmentarzu Powązkowskim w Warszawie (kw. 261-II-19).